# The Swellers
 (mai 2010).
Si vous disposez d'ouvrages ou d'articles de référence ou si vous connaissez des sites web de qualité traitant du thème abordé ici, merci de compléter l'article en donnant les références utiles à sa vérifiabilité et en les liant à la section « Notes et références ».
The Swellers est un groupe de punk rock américain de Flint dans le  Michigan. Ils ont signé chez Search and Rescue, Paper + Plastick et pour finir chez Fueled By Ramen.

## Histoire
Le 24 juin 2002, les frères Nick et Jonathan Diener invite leur ami Nate Lamberts de Grand Rapids dans le Michigan à venir à Fenton. Dans les jours suivants, The Swellers se sont formés et ont enregistré une démo de trois chansons.
Après une semaine, le groupe sera en première partie du groupe Divit (Nitro Records) au Flint Local 432 à Flint.
Après quelques années de tourner au Michigan et, éventuellement dans le Midwest, The Swellers recrute Nick Ondovcsik comme deuxième guitariste. Après un passage de courte durée avec le groupe, Nick Ondovcsik quitte le groupe afin de poursuivre d'autres intérêts musicaux, formant le groupe de death metal Ares Letum. Nate Lamberts remplacera Nick Ondovcsik. Après Garrett Burgett et Lance Nelson rejoignent le groupe à la basse et à la guitare.
Le groupe enregistre Beginning Of The End Again au printemps 2005 à Sentient Studios à Flint. Cet été le groupe a signé avec Search and Rescue Records et ont joué au Vans Warped Tour.
Depuis l'été 2006, The Swellers ont été constamment en tournée aux États-Unis, ont signé avec le label japonais Radtone Music.
En novembre et décembre 2006, The Swellers sont partis enregistrer au nouveau Sentient Studio à Chicago dans l’Illinois pour enregistrer leur album complet, Mon Everest. L'album est sorti le 5 juin 2007 par le biais de Search and Rescue Records.
Entre mars et mai 2008, Lance et Garrett quitte le groupe avant plusieurs grandes tournées. Lance chante maintenant et joue de la guitare dans le groupe Deadtown. Garrett a continué avec le groupe Fuckin Gnarly. Alucard rejoint le groupe à la guitare (il a récemment rejoint A Wilhelm Scream), Brad Linden ami proche du groupe rejoint The Swellers à la basse pendant plusieurs mois.
Ryan Collins rejoint le groupe en second guitariste avant l'enregistrement de Ups and Downsizing, et après, le bassiste Anto Boros, auparavant, du groupe canadien, Sydney, a rejoint The Swellers pour compléter la nouvelle composition du groupe.
Ups and Downsizing, a été enregistré à Drasik Studios à Chicago par Mark Michalik et a été mis sur le label Fueled by Ramen. The Swellers sont en première partie du groupe Paramore partout aux États-Unis.
The Swellers sont en première partie de Less than Jake lors de leur tournée d'hiver aux États-Unis, avec le groupe de punk, The Casualties. 
Tout au long de début 2010, The Swellers partes en tournée avec Motion City Soundtrack pour leur My Dinosaur Life Tour. 
En avril et en mai 2010, ils joueront au Royaume-Uni et un peu partout en Europe.

## Vidéographie
- Bottle (vidéo-clip)
- Fire Away (vidéo-clip)